# گورستان جابر
قبرستان جابر مربوط به سده‌های متاخر دوران‌های تاریخی پس از اسلام است و در شهرستان گیلانغرب، بخش مرکزی، دهستان گورسفید، ۶۰۰ متری جنوب غربی روستای جابر واقع شده و این اثر در تاریخ ۱۸ اسفند ۱۳۸۷ با شمارهٔ ثبت ۲۴۸۷۸ به‌عنوان یکی از آثار ملی ایران به ثبت رسیده است.